# TTC Tychy

TTC Tychy, nằm ở Vùng Silesia

Trường cao đẳng sư phạm ngoại ngữ ở Tychy (TTC Tychy, tiếng Ba Lan: Nauczycielskie Kolegium Języków Obcych w Tychach) là một trường cao đẳng nhà nước Ba Lan được thành lập vào năm 1990. Nơi đây đào tạo các giáo viên tiếng Anh và tiếng Đức theo phương pháp giáo dục được hướng dẫn bởi Đại học Silesia  Katowice.
Giáo dục trong trường đại học tiếp tục trong ba năm và kết thúc với một luận văn tốt nghiệp. Sinh viên tốt nghiệp được quyền tham dự kỳ thi Licencjat tại Đại học Silesia.  Sau khi sinh viên tốt nghiệp có được chứng chỉ licencjat họ đủ điều kiện để theo đuổi 2 năm chứng chỉ Giáo sư nghệ thuật.

## Lý lịch
Năm 1990, TTC Tychy là tổ chức đầu tiên cung cấp giáo dục đại học ở Tychy. Nó được thành lập để cung cấp các giáo viên ngoại ngữ, cần thiết trong các trường học Ba Lan mới được cải cách.
Trường nằm ở al. Niepodległości 32. Lên đến 200 sinh viên có thể học ở đó trong một năm học, trong số những trường  khác, ở đây có phòng thí nghiệm ngôn ngữ hiện đại, phòng giảng dạy đa phương tiện, thư viện chuyên gia rộng rãi, phòng máy tính định hướng giảng dạy ngôn ngữ và phòng tập thể dục.
TTC Tychy tổ chức Tyski Konkurs Jzyka Angielskiego i Języka Niemieckiego (một cuộc thi ngoại ngữ) cho học sinh trung học, và một số sự kiện khác liên quan đến việc dạy / học ngoại ngữ. 